# Kenan Yıldız
Kenan Yıldız (pron. turca: [keːnan jɯɫːdɯz]; Ratisbona, 4 maggio 2005) è un calciatore tedesco naturalizzato turco, attaccante della Juventus e della nazionale turca.

## Biografia
Nato e cresciuto in Germania da padre turco e madre tedesca, ha optato per la nazionalità sportiva paterna.

## Caratteristiche tecniche
È una seconda punta, abile con entrambi i piedi, che ben si disimpegna anche da esterno di fascia.

## Carriera

### Club
Muove i suoi primi passi nel Sallern e nello Jahn Ratisbona, squadre della sua città natale, prima di passare, a sette anni, al Bayern Monaco con il quale compie tutta la trafila delle giovanili; nell'ultima stagione in Baviera mette a referto 20 presenze e 6 gol, facendo inoltre il suo debutto nella UEFA Youth League.
Nell'estate 2022 si trasferisce a parametro zero alla Juventus. A Torino inizia l'ambientamento nella squadra Primavera allenata da Paolo Montero, totalizzando 37 presenze e 15 gol nella stagione 2022-2023. Ben presto inizia ad essere aggregato alla Juventus Next Gen, la seconda squadra bianconera militante in Serie C, con cui fa il suo esordio tra i professionisti il 17 dicembre 2022, agli ordini di Massimo Brambilla, nella sconfitta interna 0-3 contro la Virtus Verona.
Inizia la stagione 2023-2024 nei ranghi della Next Gen, con cui il 23 settembre trova il suo primo gol da professionista, aprendo le marcature nella vittoria esterna per 1-2 sull'Ancona. In autunno viene promosso in pianta stabile nella prima squadra di Massimiliano Allegri, con cui aveva già debuttato da aggregato il precedente 20 agosto giocando il suo primo incontro in Serie A, nel successo per 0-3 sul campo dell'Udinese. Il 23 dicembre dello stesso anno, all'esordio da titolare segna la sua prima rete in massima serie, nella vittoria esterna per 1-2 sul Frosinone: a 18 anni e 233 giorni diventa il più giovane marcatore straniero in campionato nella storia bianconera, battendo il record di Marcelo Zalayeta. Il 4 gennaio 2024, nel successo per 6-1 sulla Salernitana negli ottavi di Coppa Italia, dapprima propizia l'autorete del 4-1 e poi realizza il parziale 5-1, mettendo così a segno il suo primo gol nella competizione. Chiude l'annata vincendo la Coppa Italia, il suo primo trofeo della carriera, subentrando nel corso della vittoriosa finale di Roma contro l'Atalanta.
Per la stagione 2024-2025, la sua prima effettiva con la prima squadra, passa a indossare la maglia numero dieci. Il 17 settembre 2024, debutta nelle competizioni UEFA con un gol nella vittoria interna per 3-1 sul PSV: a 19 anni e 136 giorni diventa il più giovane marcatore juventino in UEFA Champions League, battendo il record di Alessandro Del Piero. Il successivo 27 ottobre segna la sua prima doppietta in Serie A, che fissa il punteggio nel pareggio per 4-4 a San Siro contro l'Inter: stavolta, a 19 anni e 176 giorni diventa il più giovane a realizzare una doppietta nella storia del derby d'Italia. Il 3 gennaio 2025 va a segno all'esordio in Supercoppa italiana, siglando il provvisorio vantaggio nella semifinale col Milan, persa poi per 1-2. Chiude il suo primo campionato da titolare a quota 7 reti. A fine stagione, con la Juventus prende parte negli Stati Uniti d'America alla Coppa del mondo per club FIFA: è protagonista nella fase a gironi, andando a segno all'esordio assoluto del club nella manifestazione, il 18 giugno 2025, nel successo per 5-0 contro gli emiratini dell'Al-Ain, e ripetendosi quattro giorni dopo, nel 4-1 ai danni dei marocchini del Wydad Casablanca, in cui realizza una doppietta e propizia l'autogol che sblocca il punteggio.

### Nazionale
Il 27 settembre 2022 debutta con la nazionale Under-21 turca, subentrando nell'amichevole contro la Georgia. Sigla il suo primo gol con la rappresentativa giovanile il 27 marzo 2023, nella gara vinta per 4-2 contro il Kosovo.
Il 12 ottobre 2023, alla prima convocazione, fa il suo debutto con la nazionale maggiore turca in occasione della vittoria esterna per 0-1 sulla Croazia, valevole per le qualificazioni al campionato d'Europa 2024. Il 18 novembre successivo, alla sua seconda presenza, segna la sua prima rete, quella del parziale 1-2 nell'amichevole vinta per 2-3 contro la Germania.
Nel maggio del 2024 è tra i preconvocati dal selezionatore dei biancorossi, Vincenzo Montella, in vista della fase finale dell'europeo in Germania; il mese seguente viene confermato nella lista definitiva. Il 18 giugno 2024 scende in campo da titolare nell'esordio della Turchia nella manifestazione, a Dortmund contro la Georgia, vedendosi anche annullare una rete nel corso del successo 3-1 dei suoi: viene impiegato in tutte e cinque le gare disputate all'europeo dagli anatolici, il cui cammino s'interrompe ai quarti di finale contro i Paesi Bassi.

## Statistiche

### Presenze e reti nei club
Statistiche aggiornate al 1º luglio 2025.
| Stagione                 | Squadra                  | Campionato               | Campionato | Campionato | Coppe nazionali | Coppe nazionali | Coppe nazionali | Coppe continentali | Coppe continentali | Coppe continentali | Altre coppe | Altre coppe | Altre coppe | Totale | Totale | Totale |
| Stagione                 | Squadra                  | Comp                     | Pres       | Reti       | Comp            | Pres            | Reti            | Comp               | Pres               | Reti               | Comp        | Pres        | Reti        | Pres   | Reti   |        |
| ------------------------ | ------------------------ | ------------------------ | ---------- | ---------- | --------------- | --------------- | --------------- | ------------------ | ------------------ | ------------------ | ----------- | ----------- | ----------- | ------ | ------ | ------ |
| 2022-2023                | Juventus Next Gen        | C                        | 7          | 0          | CI-C            | 1               | 0               | -                  | -                  | -                  | -           | -           | -           | 8      | 0      |        |
| 2023-2024                | Juventus Next Gen        | C                        | 7          | 2          | CI-C            | 0               | 0               | -                  | -                  | -                  | -           | -           | -           | 7      | 2      |        |
| Totale Juventus Next Gen | Totale Juventus Next Gen | Totale Juventus Next Gen | 14         | 2          |                 | 1               | 0               |                    | -                  | -                  |             | -           | -           | 15     | 2      |        |
| 2023-2024                | Juventus                 | A                        | 27         | 2          | CI              | 5               | 2               | -                  | -                  | -                  | -           | -           | -           | 32     | 4      |        |
| 2024-2025                | Juventus                 | A                        | 35         | 7          | CI              | 2               | 0               | UCL                | 10                 | 1                  | SI+Cmc      | 1+4         | 1+3         | 52     | 12     |        |
| 2025-2026                | Juventus                 | A                        | -          | -          | CI              | -               | -               | UCL                | -                  | -                  | -           | -           | -           | -      | -      |        |
| Totale Juventus          | Totale Juventus          | Totale Juventus          | 62         | 9          |                 | 7               | 2               |                    | 10                 | 1                  |             | 5           | 4           | 84     | 16     |        |
| Totale carriera          | Totale carriera          | Totale carriera          | 76         | 11         |                 | 8               | 2               |                    | 10                 | 1                  |             | 5           | 4           | 99     | 18     |        |

### Cronologia presenze e reti in nazionale
| Cronologia completa delle presenze e delle reti in nazionale ― Turchia | Cronologia completa delle presenze e delle reti in nazionale ― Turchia | Cronologia completa delle presenze e delle reti in nazionale ― Turchia | Cronologia completa delle presenze e delle reti in nazionale ― Turchia | Cronologia completa delle presenze e delle reti in nazionale ― Turchia | Cronologia completa delle presenze e delle reti in nazionale ― Turchia | Cronologia completa delle presenze e delle reti in nazionale ― Turchia | Cronologia completa delle presenze e delle reti in nazionale ― Turchia |
| Data                                                                   | Città                                                                  | In casa                                                                | Risultato                                                              | Ospiti                                                                 | Competizione                                                           | Reti                                                                   | Note                                                                   |
| ---------------------------------------------------------------------- | ---------------------------------------------------------------------- | ---------------------------------------------------------------------- | ---------------------------------------------------------------------- | ---------------------------------------------------------------------- | ---------------------------------------------------------------------- | ---------------------------------------------------------------------- | ---------------------------------------------------------------------- |
| 12-10-2023                                                             | Osijek                                                                 | Croazia                                                                | 0 – 1                                                                  | Turchia                                                                | Qual. Euro 2024                                                        | -                                                                      | 86’                                                                    |
| 18-11-2023                                                             | Berlino                                                                | Germania                                                               | 2 – 3                                                                  | Turchia                                                                | Amichevole                                                             | 1                                                                      | 73’                                                                    |
| 21-11-2023                                                             | Cardiff                                                                | Galles                                                                 | 1 – 1                                                                  | Turchia                                                                | Qual. Euro 2024                                                        | -                                                                      | 59’                                                                    |
| 22-3-2024                                                              | Budapest                                                               | Ungheria                                                               | 1 – 0                                                                  | Turchia                                                                | Amichevole                                                             | -                                                                      | 77’                                                                    |
| 26-3-2024                                                              | Vienna                                                                 | Austria                                                                | 6 – 1                                                                  | Turchia                                                                | Amichevole                                                             | -                                                                      |                                                                        |
| 4-6-2024                                                               | Bologna                                                                | Italia                                                                 | 0 – 0                                                                  | Turchia                                                                | Amichevole                                                             | -                                                                      |                                                                        |
| 10-6-2024                                                              | Varsavia                                                               | Polonia                                                                | 2 – 1                                                                  | Turchia                                                                | Amichevole                                                             | -                                                                      | 71’                                                                    |
| 18-6-2024                                                              | Dortmund                                                               | Turchia                                                                | 3 – 1                                                                  | Georgia                                                                | Euro 2024 - 1º turno                                                   | -                                                                      | 85’                                                                    |
| 22-6-2024                                                              | Dortmund                                                               | Turchia                                                                | 0 – 3                                                                  | Portogallo                                                             | Euro 2024 - 1º turno                                                   | -                                                                      | 58’                                                                    |
| 26-6-2024                                                              | Amburgo                                                                | Rep. Ceca                                                              | 1 – 2                                                                  | Turchia                                                                | Euro 2024 - 1º turno                                                   | -                                                                      | 37’ 75’                                                                |
| 2-7-2024                                                               | Lipsia                                                                 | Austria                                                                | 1 – 2                                                                  | Turchia                                                                | Euro 2024 - Ottavi di finale                                           | -                                                                      | 78’                                                                    |
| 6-7-2024                                                               | Berlino                                                                | Paesi Bassi                                                            | 2 – 1                                                                  | Turchia                                                                | Euro 2024 - Quarti di finale                                           | -                                                                      | 77’                                                                    |
| 6-9-2024                                                               | Cardiff                                                                | Galles                                                                 | 0 – 0                                                                  | Turchia                                                                | UEFA Nations League 2024-2025 - 1º turno                               | -                                                                      | 25’ 77’                                                                |
| 9-9-2024                                                               | Smirne                                                                 | Turchia                                                                | 3 – 1                                                                  | Islanda                                                                | UEFA Nations League 2024-2025 - 1º turno                               | -                                                                      | 74’                                                                    |
| 11-10-2024                                                             | Samsun                                                                 | Turchia                                                                | 1 – 0                                                                  | Montenegro                                                             | UEFA Nations League 2024-2025 - 1º turno                               | -                                                                      | 69’                                                                    |
| 14-10-2024                                                             | Reykjavík                                                              | Islanda                                                                | 2 – 4                                                                  | Turchia                                                                | UEFA Nations League 2024-2025 - 1º turno                               | -                                                                      | 57’ 90+3’                                                              |
| 19-11-2024                                                             | Nikšić                                                                 | Montenegro                                                             | 3 – 1                                                                  | Turchia                                                                | UEFA Nations League 2024-2025 - 1º turno                               | 1                                                                      |                                                                        |
| 20-3-2025                                                              | Istanbul                                                               | Turchia                                                                | 3 – 1                                                                  | Ungheria                                                               | UEFA Nations League 2024-2025 - Play-off                               | -                                                                      |                                                                        |
| 23-3-2025                                                              | Budapest                                                               | Ungheria                                                               | 0 – 3                                                                  | Turchia                                                                | UEFA Nations League 2024-2025 - Play-off                               | -                                                                      | 82’                                                                    |
| 7-6-2025                                                               | East Hartford                                                          | Stati Uniti                                                            | 1 – 2                                                                  | Turchia                                                                | Amichevole                                                             | -                                                                      | 76’                                                                    |
| 10-6-2025                                                              | Chapel Hill                                                            | Messico                                                                | 1 – 0                                                                  | Turchia                                                                | Amichevole                                                             | -                                                                      | 85’                                                                    |
| Totale                                                                 |                                                                        | Presenze                                                               | 21                                                                     |                                                                        | Reti                                                                   | 2                                                                      |                                                                        |

| Cronologia completa delle presenze e delle reti in nazionale ― Turchia under 21 | Cronologia completa delle presenze e delle reti in nazionale ― Turchia under 21 | Cronologia completa delle presenze e delle reti in nazionale ― Turchia under 21 | Cronologia completa delle presenze e delle reti in nazionale ― Turchia under 21 | Cronologia completa delle presenze e delle reti in nazionale ― Turchia under 21 | Cronologia completa delle presenze e delle reti in nazionale ― Turchia under 21 | Cronologia completa delle presenze e delle reti in nazionale ― Turchia under 21 | Cronologia completa delle presenze e delle reti in nazionale ― Turchia under 21 |
| Data                                                                            | Città                                                                           | In casa                                                                         | Risultato                                                                       | Ospiti                                                                          | Competizione                                                                    | Reti                                                                            | Note                                                                            |
| ------------------------------------------------------------------------------- | ------------------------------------------------------------------------------- | ------------------------------------------------------------------------------- | ------------------------------------------------------------------------------- | ------------------------------------------------------------------------------- | ------------------------------------------------------------------------------- | ------------------------------------------------------------------------------- | ------------------------------------------------------------------------------- |
| 27-9-2022                                                                       | Beyoğlu                                                                         | Turchia under 21                                                                | 1 – 0                                                                           | Georgia under 21                                                                | Amichevole                                                                      | -                                                                               | 62’                                                                             |
| 17-11-2022                                                                      | Medolino                                                                        | Austria under 21                                                                | 1 – 1                                                                           | Turchia under 21                                                                | Amichevole                                                                      | -                                                                               | 57’                                                                             |
| 21-11-2022                                                                      | Medolino                                                                        | Polonia under 21                                                                | 3 – 2                                                                           | Turchia under 21                                                                | Amichevole                                                                      | -                                                                               | 46’                                                                             |
| 27-3-2023                                                                       | Adalia                                                                          | Turchia under 21                                                                | 4 – 2                                                                           | Kosovo under 21                                                                 | Amichevole                                                                      | 1                                                                               | 46’                                                                             |
| 17-6-2023                                                                       | Istanbul                                                                        | Turchia under 21                                                                | 1 – 0                                                                           | Azerbaigian under 21                                                            | Amichevole                                                                      | -                                                                               |                                                                                 |
| 20-6-2023                                                                       | Istanbul                                                                        | Turchia under 21                                                                | 4 – 1                                                                           | Bosnia ed Erzegovina under 21                                                   | Amichevole                                                                      | -                                                                               |                                                                                 |
| 8-9-2023                                                                        | Cork                                                                            | Irlanda under 21                                                                | 3 – 2                                                                           | Turchia under 21                                                                | Qual. Europeo Under-21 2025                                                     | 1                                                                               | 72’                                                                             |
| 12-9-2023                                                                       | Kocaeli                                                                         | Turchia under 21                                                                | 0 – 2                                                                           | Italia under 21                                                                 | Qual. Europeo Under-21 2025                                                     | -                                                                               |                                                                                 |
| Totale                                                                          |                                                                                 | Presenze                                                                        | 8                                                                               |                                                                                 | Reti                                                                            | 2                                                                               |                                                                                 |

| Cronologia completa delle presenze e delle reti in nazionale ― Turchia under 17 | Cronologia completa delle presenze e delle reti in nazionale ― Turchia under 17 | Cronologia completa delle presenze e delle reti in nazionale ― Turchia under 17 | Cronologia completa delle presenze e delle reti in nazionale ― Turchia under 17 | Cronologia completa delle presenze e delle reti in nazionale ― Turchia under 17 | Cronologia completa delle presenze e delle reti in nazionale ― Turchia under 17 | Cronologia completa delle presenze e delle reti in nazionale ― Turchia under 17 | Cronologia completa delle presenze e delle reti in nazionale ― Turchia under 17 |
| Data                                                                            | Città                                                                           | In casa                                                                         | Risultato                                                                       | Ospiti                                                                          | Competizione                                                                    | Reti                                                                            | Note                                                                            |
| ------------------------------------------------------------------------------- | ------------------------------------------------------------------------------- | ------------------------------------------------------------------------------- | ------------------------------------------------------------------------------- | ------------------------------------------------------------------------------- | ------------------------------------------------------------------------------- | ------------------------------------------------------------------------------- | ------------------------------------------------------------------------------- |
| 3-9-2021                                                                        | Baku                                                                            | Azerbaigian under 17                                                            | 1 – 4                                                                           | Turchia under 17                                                                | Amichevole                                                                      | -                                                                               | 83’                                                                             |
| 6-9-2021                                                                        | Baku                                                                            | Azerbaigian under 17                                                            | 0 – 2                                                                           | Turchia under 17                                                                | Amichevole                                                                      | -                                                                               | 60’                                                                             |
| 6-10-2021                                                                       | Paola                                                                           | Turchia under 17                                                                | 6 – 1                                                                           | Malta under 17                                                                  | Qual. Europeo Under-17 2022                                                     | -                                                                               | 46’                                                                             |
| 9-10-2021                                                                       | Paola                                                                           | Turchia under 17                                                                | 1 – 0                                                                           | Montenegro under 17                                                             | Qual. Europeo Under-17 2022                                                     | -                                                                               | 90+1’                                                                           |
| 12-10-2021                                                                      | Paola                                                                           | Danimarca under 17                                                              | 3 – 3 (8 – 9 dtr)                                                               | Turchia under 17                                                                | Qual. Europeo Under-17 2022                                                     | -                                                                               | 46’                                                                             |
| 12-11-2021                                                                      | Hannover                                                                        | Germania under 17                                                               | 2 – 1                                                                           | Turchia under 17                                                                | Amichevole                                                                      | -                                                                               |                                                                                 |
| 15-11-2021                                                                      | Hannover                                                                        | Germania under 17                                                               | 2 – 1                                                                           | Turchia under 17                                                                | Amichevole                                                                      | 1                                                                               | 45’ 88’                                                                         |
| 23-3-2022                                                                       | Gornja Radgona                                                                  | Serbia under 17                                                                 | 3 – 2                                                                           | Turchia under 17                                                                | Qual. Europeo Under-17 2022                                                     | 1                                                                               | 39’                                                                             |
| 26-3-2022                                                                       | Gornja Radgona                                                                  | Turchia under 17                                                                | 5 – 2                                                                           | Galles under 17                                                                 | Qual. Europeo Under-17 2022                                                     | -                                                                               |                                                                                 |
| 29-3-2022                                                                       | Radenci                                                                         | Turchia under 17                                                                | 4 – 3                                                                           | Slovenia under 17                                                               | Qual. Europeo Under-17 2022                                                     | 1                                                                               | 90+3’                                                                           |
| Totale                                                                          |                                                                                 | Presenze                                                                        | 10                                                                              |                                                                                 | Reti                                                                            | 3                                                                               |                                                                                 |

### Record

#### Juventus
- Marcatore straniero più giovane in Serie A: 18 anni e 233 giorni.[9]
- Marcatore più giovane in UEFA Champions League: 19 anni e 136 giorni.[13]

## Palmarès

### Club
- Coppa Italia: 1

Juventus: 2023-2024